# Volker Pötzsch
Volker Klaus Pötzsch (* 1973) ist ein deutscher Brigadegeneral der Luftwaffe der Bundeswehr und seit Oktober 2024 Unterabteilungsleiter Cyber/Informationstechnik I im Bundesministerium der Verteidigung in Berlin.

## Leben
Pötzsch trat im Juli 1993 in die Bundeswehr ein. Er absolvierte ein Studium der Informatik an der Universität der Bundeswehr München (UniBw München) in Neubiberg bei München von Oktober 1994 bis März 1998. Von März 2000 bis März 2003 war er wissenschaftlicher Mitarbeiter am Institut für Angewandte Systemforschung und Operations Research der Fakultät für Informatik. Am 19. September 2003 promovierte er.
Vom Oktober 2005 bis September 2007 nahm Pötzsch am 2. streitkräftegemeinsamen Generalstabs-/Admiralstabslehrgang National an der Führungsakademie der Bundeswehr in Hamburg teil, wo er zum Offizier im Generalstabsdienst ausgebildet wurde. 2007 erhielt er die Ehrenmedaille General von Clausewitz der Clausewitz-Gesellschaft. Von Juli 2014 bis November 2017 war er Kommandeur der Abteilung Süd des Technischen Ausbildungszentrums der Luftwaffe in Kaufbeuren. Währenddessen besuchte er von April bis Juni 2016 das Kernseminar Sicherheitspolitik der Bundesakademie für Sicherheitspolitik. Von Dezember 2017 bis April 2020 war er Chef des Stabes des Kommandos Informationstechnik der Bundeswehr in Bonn und im Folgenden bis Februar 2023 Referatsleiter Cyber/Informationstechnik I 3 (IT-Architektur, IT-Service-Portfoliomanagement, IT-Bebauungsplanung, Angelegenheiten der Planung und des Haushalts des Teilportfolios Cyber/IT der Bundeswehr) im Bundesministerium der Verteidigung in Berlin. Währenddessen führte er ab dem 3. November 2022 bis Ende Januar 2023 das Deutsche Einsatzkontingent der enhanced Vigilance Activities der NATO in der Slowakei und dabei gleichzeitig als Kommodore die Multinational Air Missile Defense Task Force am Flughafen Sliač.
Im Februar 2023 übernahm Pötzsch die Führung über die Abteilung Informationstechnik im Bundesamt für Ausrüstung, Informationstechnik und Nutzung der Bundeswehr und wurde Ende Juni 2023 zum Brigadegeneral ernannt. Im Oktober 2024 wurde er Unterabteilungsleiter Cyber/Informationstechnik I im Bundesministerium der Verteidigung in Berlin.

## Schriften
- Volker Pötzsch: Zur aggregierten Abbildung elementarer Gefechtsprozesse in hochauflösenden Gefechtssimulationssystemen. Mannheim 2003 (unibw.de [PDF]).